# آیتسمیک اوهانیان
آیتسمیک اوهانیان (ارمنی: Այծեմնիկ Հայկի Օհանյան؛ انگلیسی: Aytsemik Ohanyan؛ زادهٔ ۲۷ اوت ۱۹۵۷) سیاستمدار، پزشک اهل ارمنستان است که از تاریخ ۲۰۱۷ تا تاریخ ۲۰۱۸ سمت نمایندگی دوره ششم مجلس ملی جمهوری ارمنستان را برعهده داشت.

## زندگی‌نامه
وی در ۲۷ اوت ۱۹۵۷ در کیروواکان به دنیا آمد و از دانشگاه پزشکی دولتی ایروان فارغ‌التحصیل گشت. وی همچنین برنده جوایزی همچون مدال مخیتار هراتسی (۲۰۱۱) شد.